# Cucina del Fujian

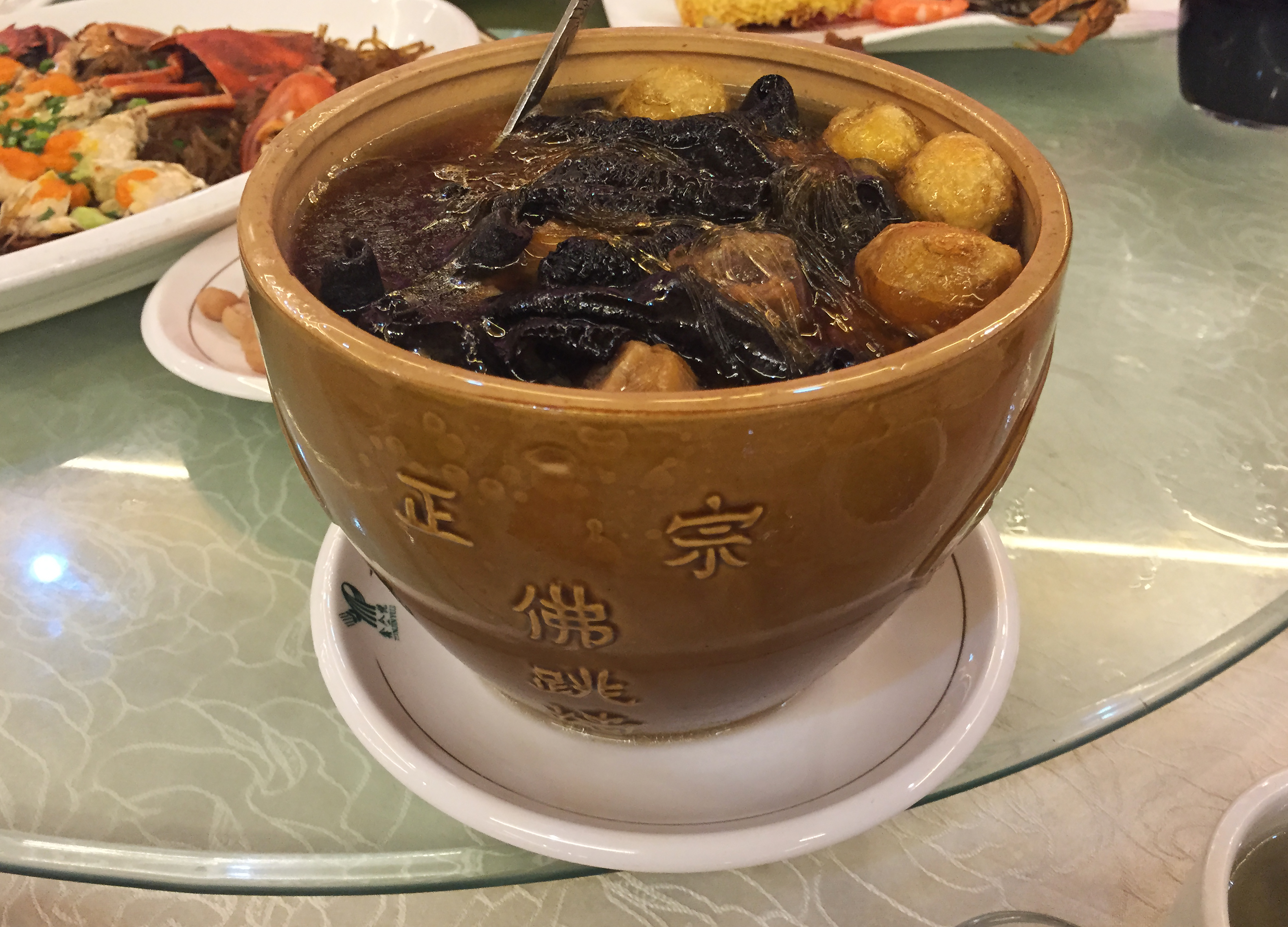
Buddha che salta il muro

La cucina del Fujian è una delle otto scuole della cucina cinese. I suoi piatti sono freschi, aromatici e delicati, e i sapori tendono all'agrodolce, all'aspro, al salato e all'umami.

## Storia

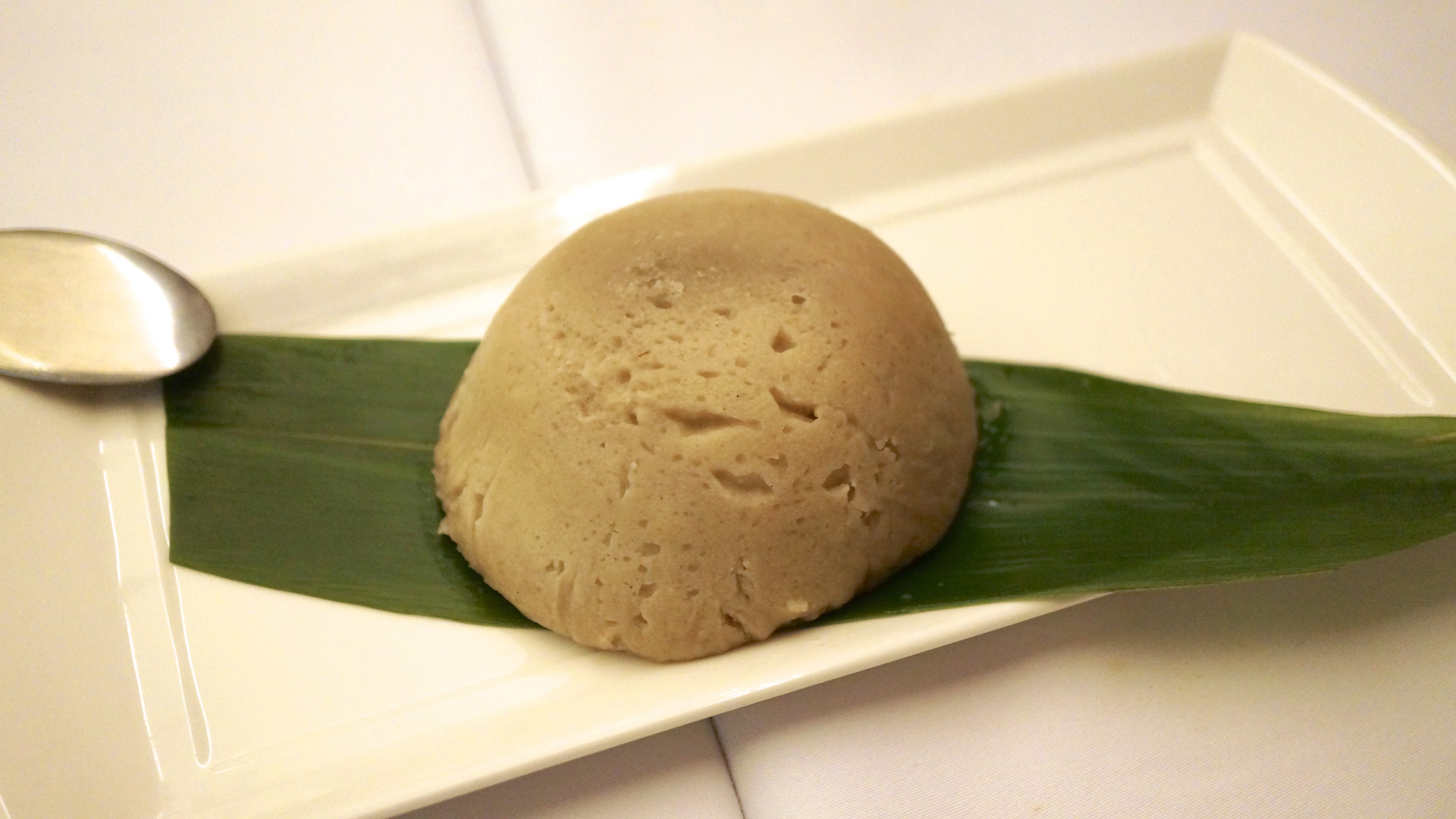
Purea di taro

Durante le dinastie Tang e Song le città di Quanzhou, Fuzhou e Xiamen intrapresero una fitta attività commerciale, la quale permise l'introduzione di nuovi stili culinari nel Fujian. Di conseguenza, la cucina locale risentì delle influenze delle cucine pechinese e cantonese.
La cucina del Fujian si è rinnovata nel corso del tempo, divenendo una scuola culinaria ampiamente accettata. Con lo sviluppo economico di Taiwan e con il miglioramento delle condizioni di vita si è sentita la necessità di creare nuove ricette che soddisfacessero i palati più gourmet.

## Caratteristiche

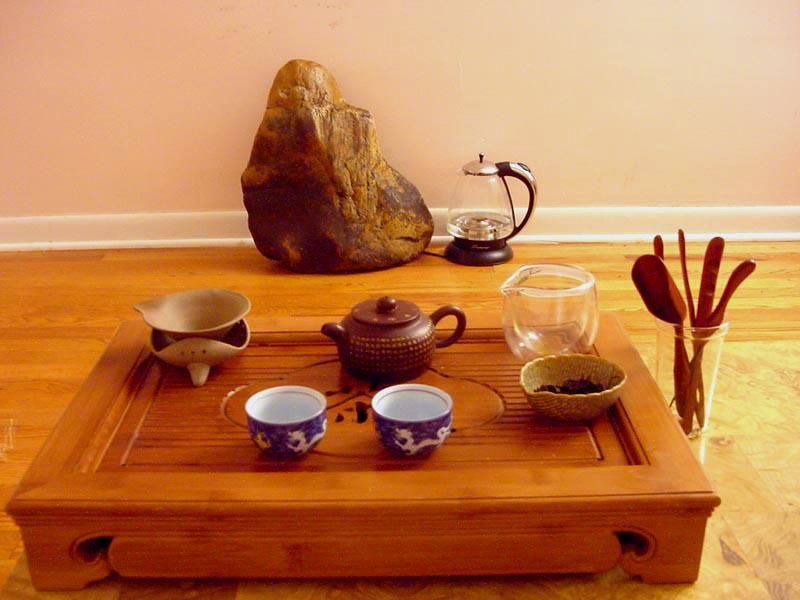
Gong fu cha

I piatti del Fujian sono leggeri e delicati e mostrano una certa armonia cromatica. Le pietanze sono a base di verdure, ampiamente disponibili in tutte le aree della provincia, frutti di mare bolliti e zuppe. I principali metodi di cottura sono la frittura al salto e la cottura a vapore. Generalmente gli stufati e i cibi cotti a vapore vengono serviti nei recipienti dove è avvenuta la cottura. Un esempio di essi è il Buddha che salta il muro (佛跳墙S, fó tiào qiángP), originario del Tempio Xichan di Fuzhou e chiamato così perché secondo la leggenda persino il Buddha avrebbe rinunciato al vegetarianismo e saltato il muro pur di assaggiarne un po'.
La cucina del Fujian si suddivide in tre scuole:
- la cucina di Fuzhou, caratterizzata da piatti lievemente conditi e poco unti. Le tecniche di cottura sono tradizionali e si prediligono i cibi in agrodolce o conditi con i sedimenti del vino rosso fermentato. Le zuppe sono molto variegate[2] e i piatti a base di pesce sono diffusi.[3]
- la cucina del Fujian meridionale, lo stile più diffuso della cucina taiwanese. I condimenti tendono a essere più sofisticati e più dolci. I cibi vengono imbevuti nelle salse,[2] come salsa shacha, senape e salsa gravy.[3]
- la cucina del Fujian occidentale, caratterizzata da piatti più salati e speziati e dallo stile tipico delle zone montuose.[2] Prevalgono i piatti di selvaggina.[3]

## Pietanze
Un condimento caratteristico della cucina del Fujian è il vino di riso fermentato (choujiu). Sono popolari anche i ravioli yanpi, le polpette di pesce, la purea di taro e le zuppe a base di amido. Altri piatti tradizionali sono le polpette di pesce alle sette stelle (七星鱼丸S, Qīxīng yú wánP), l'hongzaoji (紅糟雞T, 红糟鸡S, hóngzāojīP, lett. "pollo al vino rosso"), l'anguilla fritta (炸鳗鱼S, Zhà mányúP) e la zuppa di glutine fritto e funghi in salamoia (炸面筋腌蘑菇汤S, Zhá miànjīn yān mógū tāngP).  Una specialità costiera è il Sipunculus nudus in gelatina, mentre tra i cibi da strada più popolari vi è l'omelette di ostriche. Un altro piatto a base di pesce è lo stufato di pesce del Fujian.
Il gong fu cha è un tipo di tè oolong caratteristico del Fujian che richiede una preparazione elaborata e ben precisa.